# The Bootleg Series Volumes 1-3 (Rare and Unreleased) 1961-1991
Albums de Bob Dylan
Under the Red Sky
(1990) Good as I Been to You
(1992)
The Bootleg Series Volumes 1-3 (Rare and Unreleased) 1961-1991 est un coffret de Bob Dylan sorti en 1991. Il contient trois disques de titres rares et inédits arrangés chronologiquement s'étendant sur toute la carrière de Dylan.

## Titres

### Disque 1
1. Hard Times in New York Town (enregistrement maison par Tony Glover) – 2:19
2. He Was a Friend of Mine (traditionnel, chute de Bob Dylan) – 4:02
3. Man on the Street (chute de Bob Dylan) – 1:56
4. No More Auction Block (traditionnel, en concert au Gaslight Cafe) – 3:03
5. House Carpenter (traditionnel, chute de Bob Dylan) – 4:08
6. Talkin' Bear Mountain Picnic Massacre Blues (chute de The Freewheelin' Bob Dylan) – 3:45
7. Let Me Die in My Footsteps (chute de The Freewheelin' Bob Dylan) – 3:33
8. Rambling, Gambling Willie (chute de The Freewheelin' Bob Dylan) – 4:13
9. Talkin' Hava Negeilah Blues (chute de The Freewheelin' Bob Dylan) – 0:52
10. Quit Your Low Down Ways (chute de The Freewheelin' Bob Dylan) – 2:39
11. Worried Blues (traditionnel, chute de The Freewheelin' Bob Dylan) – 2:39
12. Kingsport Town (traditionnel, chute de The Freewheelin' Bob Dylan) – 3:29
13. Walkin' Down the Line (démo) – 2:52
14. Walls of Red Wing (chute de The Freewheelin' Bob Dylan) – 5:05
15. Paths of Victory (chute de The Times They Are a-Changin') – 3:17
16. Talkin' John Birch Paranoid Blues (en concert au Carnegie Hall) – 4:25
17. Who Killed Davey Moore? (en concert au Carnegie Hall) – 3:09
18. Only a Hobo (chute de The Times They Are a-Changin') – 3:29
19. Moonshiner (traditionnel, chute de The Times They Are a-Changin') – 5:06
20. When the Ship Comes In (démo) – 2:55
21. The Times They Are a-Changin' (démo) – 3:00
22. Last Thoughts on Woody Guthrie (poème récité en concert) – 7:07

### Disque 2
1. Seven Curses (chute de The Times They Are a-Changin') – 3:49
2. Eternal Circle (chute de The Times They Are a-Changin') – 2:38
3. Suze (The Cough Song) (chute de The Times They Are a-Changin') – 1:58
4. Mama, You Been on My Mind (chute de Another Side of Bob Dylan) – 2:56
5. Farewell Angelina (chute de Bringing It All Back Home) – 5:27
6. Subterranean Homesick Blues (version acoustique) – 2:56
7. If You Gotta Go, Go Now (Or Else You Got to Stay All Night (chute de Bringing It All Back Home) – 2:56
8. Sitting on a Barbed Wire Fence (chute de Highway 61 Revisited) – 3:54
9. Like a Rolling Stone (répétitions en studio) – 1:36
10. It Takes a Lot to Laugh, It Takes a Train to Cry (version alternative) – 3:22
11. I'll Keep It with Mine (répétitions en studio) – 3:39
12. She's Your Lover Now (chute de Blonde on Blonde) – 6:10
13. I Shall Be Released (enregistrement de The Basement Tapes) – 3:56
14. Santa-Fe (enregistrement de The Basement Tapes) – 2:10
15. If Not for You (version alternative) – 3:33
16. Wallflower (enregistrement inédit) – 2:49
17. Nobody 'Cept You (chute de Planet Waves) – 2:41
18. Tangled Up in Blue (version alternative) – 6:51
19. Call Letter Blues (chute de Blood on the Tracks) – 4:27
20. Idiot Wind (version alternative) – 8:52

### Disque 3
1. If You See Her, Say Hello (version alternative) – 3:45
2. Golden Loom (chute de Desire) – 4:26
3. Catfish (Dylan/Lévy, chute de Desire) – 2:48
4. Seven Days (en concert à Tampa) – 4:00
5. Ye Shall Be Changed (chute de Slow Train Coming) – 4:09
6. Every Grain of Sand (démo) – 3:38
7. You Changed My Life (chute de Shot of Love) – 5:14
8. Need a Woman (chute de Shot of Love) – 5:43
9. Angelina (chute de Shot of Love) – 6:57
10. Someone's Got a Hold of My Heart (deviendra Tight Connection to My Heart sur Empire Burlesque) – 4:33
11. Tell Me (chute de Infidels) – 4:24
12. Lord Protect My Child (chute de Infidels) – 3:57
13. Foot of Pride (chute de Infidels) – 5:57
14. Blind Willie McTell (chute de Infidels) – 5:52
15. When the Night Comes Falling from the Sky (version alternative) – 5:37
16. Series of Dreams (chute de Oh Mercy) – 5:52